# 浴血任務
是一部2010年由席維斯·史特龍以及大衛·卡拉漢編劇，史特龙導演的美國動作片。描述一隊來自精英僱傭軍的特種部隊奉命推翻一個位於南美洲小島的獨裁政府。電影向1980年代至1990年代的動作電影致敬，也因此彙聚了大批動作片巨星，包括阿諾·史瓦辛格、席維斯·史特龍、布魯斯·威利、李連杰等。本片為「浴血任務系列電影」的第一部電影。
续集《敢死队2》于2012年8月17日上映。

## 劇情
一群精英的特種部隊「浴血幫」降落在索馬利亞亞丁灣的附近島嶼，以殲滅當地海盜，解救人質。浴血幫成員包括指揮官巴尼（席維斯·史特龍飾）、前特種空勤團士兵與用刀專家「耶誕」（傑森·史塔森飾）、武術家「陰陽」（李連杰飾）、狙擊手岡納（杜夫·朗格飾）、武器專家凱撒（泰瑞·克魯斯飾）以及爆破專家羅德（蘭迪·寇楚飾）。
巴尼支付了原協議要求的三百萬美元以保障人質安全，但海盜卻坐地起價要求五百萬。岡納則打算直接交火，引致海盜傷亡。岡納隨後因為對被俘的海盜動用私刑，而引發與「陰陽」之間的鬥毆，最後為巴尼所制止，由於岡納太過暴躁，精神極不穩定，巴尼將之驅逐出隊。
神秘的“教堂先生”（布鲁斯·威利飾）打算僱用巴尼，巴尼去見他時，遇到了老對手「壕溝鼠」（阿諾·史瓦辛格飾），而教堂先生宣佈任務：去推翻維連那（Vilena，虛構拉丁美洲國家）的嘉薩將軍（David Zayas飾）。壕溝鼠由於忙於其他事務（巴尼戲稱他忙著選總統），任務合約給了巴尼。
巴尼與「耶誕」在會見他們的聯絡人珊卓（Giselle Itié飾）時，出了差錯，而後他們去作偵察，得知前CIA探員蒙羅（艾瑞克·羅勃茲飾），正是控制嘉薩將軍的幕后主使。而反對獨裁者的珊卓則正是獨裁者嘉薩將軍的女兒。得知一切後，巴尼決定突圍離開，唯一令巴尼感到內疚的是無法帶走珊卓。巴尼也猜出教堂先生是CIA探員，他認為CIA之所以雇他們作戰，因官方怕「親自動手」暗殺會引發醜聞，只好雇請傭兵。蒙羅及其手下潘恩（史提夫·奧斯丁飾）、畢特（蓋瑞·丹尼爾飾）等倒行逆施，嘉薩將軍對他們也相當不滿。
巴尼與前戰友，現在的任務搭檔圖爾（米奇·洛克飾）對話，圖爾則告訴巴尼一段他在波斯尼亞的經歷。聽過圖爾的故事後，巴尼決定返回去找珊卓。巴尼本來自己一個人去，但陰陽堅持做伴，在途中遭遇蒙羅的人馬以及岡納伏擊。岡納與陰陽追逐到一間廢棄倉庫中，二次決鬥。結果陰陽依然戰敗；但就在岡納將陰陽舉起，準備最後一擊之際，卻遭巴尼一槍射中。岡納認為自己將死，竟然回心轉意，告訴他們，嘉薩將軍的宮殿所在。巴尼領兵潛入嘉薩宮殿，不過除了原本任務之外，巴尼還想救出珊卓。此時正值嘉薩將軍集結自己的軍隊，準備藉按照岡納先前提供的情報抵抗浴血幫，同時與不滿已久的蒙羅攤牌。浴血幫與敵軍交火，畢特被聖誕和陰陽聯手殺死，潘恩則從與巴尼的交手中逃走。
蒙羅槍殺了嘉薩將軍，讓軍隊誤認由浴血幫所為，導致軍隊進一步與浴血幫展開激烈交火，蒙羅和潘恩帶著珊卓當人質，準備朝直升機撤離。潘恩被羅德用火燒死，蒙羅則用珊卓威脅巴尼放下手槍；但巴尼利用身後的手槍令對方猝不及防中槍，最後再由聖誕一刀刺死。軍隊敗陣後，維連那的恐怖統治結束，巴尼臨走前將戶頭的一筆錢交給珊卓，以改變維連那。最後，浴血幫一夥至圖爾的刺青店慶祝，意外撿回一命的岡納歸隊並與陰陽和好；一行人一會後騎著重機駛向街頭。

## 演員
- 席維斯·史特龍飾演巴尼·羅斯（Barney Ross）
- 傑森·史塔森飾演李·聖誕（Lee Christmas）
- 李連杰飾演陰陽（Yin Yang）
- 杜夫·朗格飾演岡納·詹森（Gunner Jensen）
- 艾瑞克·羅勃茲飾演詹姆士·蒙羅（James Munroe）
- 蘭迪·寇楚飾演托爾·羅德（Toll Road）
- 史蒂夫·奧斯汀飾演潘恩（Paine）
- 大衛·查耶斯飾演嘉薩將軍（General Garza）
- 吉瑟勒尔·伊迪斯飾演珊卓（Sandra）
- 嘉莉絲瑪·卡本特（英语：Charisma Carpenter）飾演蕾西（Lacy）
- 蓋瑞·丹尼爾斯飾演畢特（The Brit）
- 泰瑞·克魯斯飾演海爾·凱撒（Hale Caesar）
- 米基·洛克飾演圖爾（Tool）
- 布魯斯·威利飾演教堂先生（Mr. Church）
- 阿諾·史瓦辛格飾演壕溝鼠（Trench Mauser，未掛名客串）

## 外部連結
- 官方网站
- 互联网电影数据库（IMDb）上《浴血任務》的资料（英文）
- Box Office Mojo上《浴血任務》的資料（英文）
- 爛番茄上《浴血任務》的資料（英文）
- AllMovie上《浴血任務》的资料（英文）
- Metacritic上《浴血任務》的資料（英文）